# Departamento de Peralillo
El departamento de Peralillo fue un departamento chileno propuesto en septiembre de 1972 por el presidente de la República, Salvador Allende Gossens, con el propósito de descentralizar el departamento de Santa Cruz. Peralillo fue propuesta como capital del departamento por el diputado Héctor Ríos Ríos. Las comunas propuestas para integrar el departamento fueron, además de la capital, Marchigüe, Pichilemu, Rosario Lo Solís (hoy Litueche), La Estrella y Pumanque.
El proyecto del departamento de Peralillo, sin embargo, no fue fructífero, y fue creado el departamento Cardenal Caro, con Marchigüe como capital.